# Robregordo
Robregordo é um município da Espanha na província e comunidade autónoma de Madrid, de área 18,03 km² com população de 71 habitantes (2007) e densidade populacional de 3,91 hab/km².

## Demografia
| Variação demográfica do município entre 1991 e 2004 | Variação demográfica do município entre 1991 e 2004 | Variação demográfica do município entre 1991 e 2004 | Variação demográfica do município entre 1991 e 2004 |
| --------------------------------------------------- | --------------------------------------------------- | --------------------------------------------------- | --------------------------------------------------- |
| 1991                                                | 1996                                                | 2001                                                | 2004                                                |
| 89                                                  | 88                                                  | 81                                                  | 71                                                  |